# Mistrzostwa Świata w Kolarstwie Przełajowym 1981
32. Mistrzostwa Świata w Kolarstwie Przełajowym 1981 odbyły się w hiszpańskim mieście Tolosa, w dniach 21 - 22 lutego 1981 roku. Rozegrano wyścigi mężczyzn w kategoriach zawodowców, amatorów i juniorów.

## Medaliści
| Konkurencja:               | Złoto:             | Czas      | Srebro:              | Czas     | Brąz:           | Czas     |
| Klasyfikacja mężczyzn      |                    |           |                      |          |                 |          |
| Zawodowcy (22 lutego 1981) | Hennie Stamsnijder | 1:01:53 h | Roland Liboton       | + 0:32 m | Albert Zweifel  | + 0:32 m |
| Amatorzy (21 lutego 1981)  | Miloš Fišera       | 53:34 m   | Grzegorz Jaroszewski | + 0:00 m | Paul De Brauwer | + 0:00 m |
| Juniorzy (21 lutego 1981)  | Rigobert Matt      | 41:20 m   | Miloslav Kvasnička   | + 0:30 m | Konrad Morf     | + 0:54 m |

## Szczegóły

### Zawodowcy
| Medal | Zawodnik            | Narodowość | Czas      |
| ----- | ------------------- | ---------- | --------- |
|       | Hennie Stamsnijder  | Holandia   | 1:01:53 h |
|       | Roland Liboton      | Belgia     | + 0:32    |
|       | Albert Zweifel      | Szwajcaria | + 0:32    |
| 4     | Peter Frischknecht  | Szwajcaria | + 0:34    |
| 5     | Klaus-Peter Thaler  | RFN        | + 1:48    |
| 6     | Robert Vermeire     | Belgia     | + 2:23    |
| 7     | Erwin Lienhard      | Szwajcaria | + 2:38    |
| 8     | Gilles Blaser       | Szwajcaria | + 3:11    |
| 9     | Cees van der Wereld | Holandia   | + 3:28    |
| 10    | Dieter Uebing       | RFN        | + 4:40    |

### Amatorzy
| Medal | Zawodnik             | Narodowość     | Czas    |
| ----- | -------------------- | -------------- | ------- |
|       | Miloš Fišera         | Czechosłowacja | 53:34 h |
|       | Grzegorz Jaroszewski | Polska         | + 0:00  |
|       | Paul De Brauwer      | Belgia         | + 0:00  |
| 4     | Raimund Dietzen      | RFN            | + 0:20  |
| 5     | Vito Di Tano         | Włochy         | + 0:26  |
| 6     | Andrzej Mąkowski     | Polska         | + 0:51  |
| 7     | Ueli Müller          | Szwajcaria     | + 1:00  |
| 8     | Sepp Küriger         | Belgia         | + 1:00  |
| 9     | Franco Vagneur       | Włochy         | + 1:11  |
| 10    | Jean-Yves Plaisance  | Francja        | + 1:11  |

### Juniorzy
| Medal | Zawodnik           | Narodowość     | Czas    |
| ----- | ------------------ | -------------- | ------- |
|       | Rigobert Matt      | NRD            | 41:20 m |
|       | Miloslav Kvasnička | Czechosłowacja | + 0:30  |
|       | Konrad Morf        | Szwajcaria     | + 0:54  |
| 4     | Jan Szajwaj        | Polska         | + 1:29  |
| 5     | Hansruedi Büchi    | Szwajcaria     | + 1:34  |
| 6     | Jaromír Fišer      | Czechosłowacja | + 1:56  |
| 7     | Andreas Büsser     | Szwajcaria     | + 2:00  |
| 8     | Hans-Peter Kürzi   | Szwajcaria     | + 2:12  |
| 9     | Angelo Tosi        | Włochy         | + 2:16  |
| 10    | Erwin Nijboer      | Holandia       | + 2:22  |

## Tabela medalowa
| Miejsce | Państwo        |   |   |   |   |
| ------- | -------------- | - | - | - | - |
| 1.      | Czechosłowacja | 1 | 1 | 0 | 2 |
| 2.      | NRD            | 1 | 0 | 0 | 1 |
| 2.      | Holandia       | 1 | 0 | 0 | 1 |
| 4.      | Belgia         | 0 | 1 | 1 | 2 |
| 5.      | Polska         | 0 | 1 | 0 | 1 |
| 6.      | Szwajcaria     | 0 | 0 | 2 | 2 |